# Matias Cortese
Pour les articles homonymes, voir Cortese.
Pas d'image ? Cliquez ici

a Compétitions nationales et continentales officielles uniquement.

b Matchs officiels uniquement.
Dernière mise à jour le 29 octobre 2024.
Matias Cortese, né le 1er octobre 1985 à Mendoza (Argentine), est un joueur argentin de rugby à XV. Il évolue au poste de talonneur.

## Biographie

### Carrière internationale
Il obtient sa première en équipe d'Argentine le 3 décembre 2005 lors d'un test match contre les Samoa.

## Palmarès
- Vainqueur de la Vodacom Cup en 2011 avec les Pampas XV